# Замошки-1
Замошки-1 — деревня в северной части Порховского района Псковской области. Входит в состав сельского поселения «Павская волость».
Расположена в 56 км к северо-западу от города Порхов и в 8 км к западу от волостного центра, села Павы.
Численность населения деревни по состоянию на 2000 год составляла 3 жителя.